# Charles Percier
Charles Percier (Párizs, 1764. augusztus 22. – Párizs, 1838. szeptember 5.) francia neoklasszicista építész, a francia birodalmi stílus egyik megteremtője, a párizsi diadalív egyik tervezője.

## Élete
Már gyermekkorában kitűnt rajzkészségével, fiatalon elkezdte építészeti tanulmányait, ahol mestere Antoine-François Peyre volt. Ekkor ismerkedett meg Pierre François Léonard Fontaine-nel (1762–1853), akivel barátok lettek és 1814-ig számos közös munkájuk volt. Közös utazásaik során, Rómában formálódott stílusuk. Percier építészeti csúcsidőszaka az 1794-1814 közötti időszakra tehető, mikor legtöbb munkáját Fontaine-nel közösen alkották.
A francia forradalom idején a direktórium elismerte munkáit, I. Napóleon francia császár egyik építésze lett. Ekkoriban teremtették meg a francia birodalmi stílust Fontaine-nel. Nem csak építészként, de bútortervezőként, díszítések tervezőjeként is számos alkotás fűződik nevükhöz, kastélyterveikhez gyakran az számos bútort és dísztárgyat (gyertyatartókat, vázákat, függönyöket stb.) is megtervezték. 1804-től elsősorban az oktatásnak szentelte életét.
Perciertől nagyon kevés írás, de számos rajz, tanulmány, terv maradt fenn.

## Fontaine és Percier legismertebb munkái
- A Malmaison-kastély felújítása, (Rueil-Malmaison, 1800)
- Arc de Triomphe du Carrousel diadalív, melynek mintája a római Septimus Severus diadalív vol (Párizs, 1806-1808)
- A Louvre rue de Rivoli felé néző oldalának árkádok általi egységesítése (Párizs, 1811)

## Díjai
- Grand Prix de Roma (1783)